# Poésie anglaise

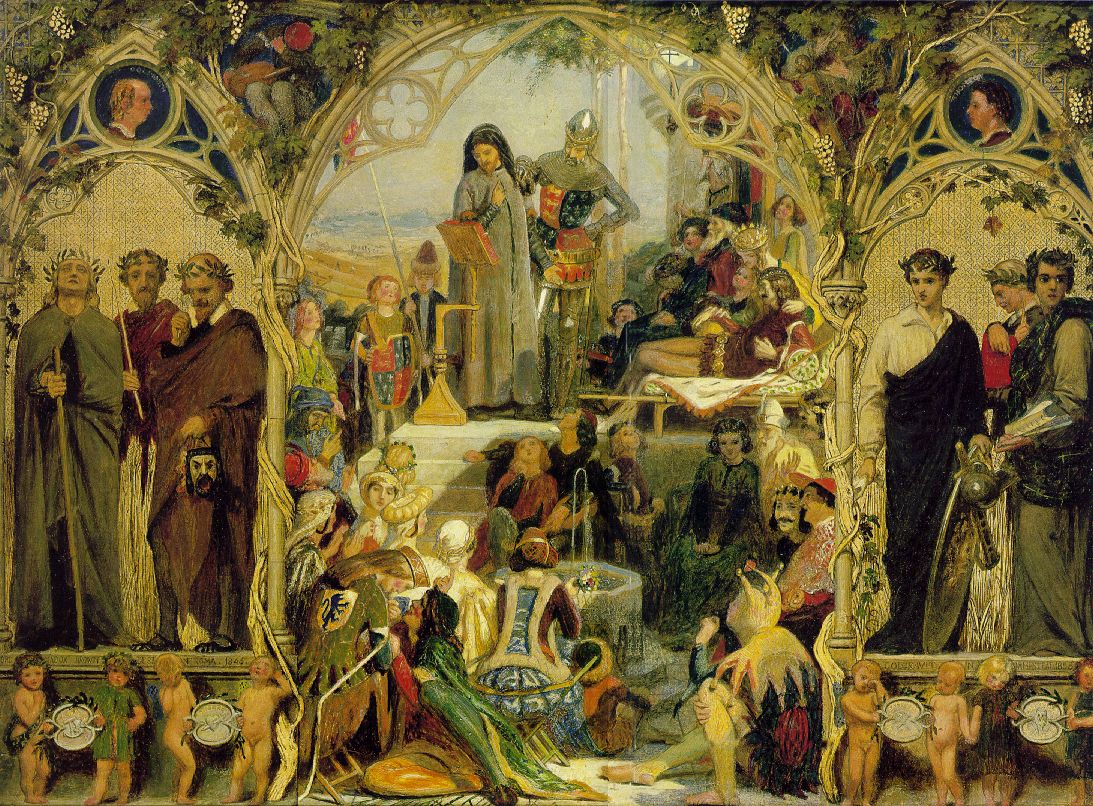
The Seeds and Fruits of English Poetry, Ford Madox Brown.

Cet article se consacre à la poésie du Royaume-Uni écrite en langue anglaise. L'article ne couvre pas la poésie d'autres pays de langue anglaise, y compris la république d'Irlande après décembre 1922.
La plus ancienne « poésie anglaise », écrite en vieil anglais, prédécesseur direct de l'anglais moderne, peut avoir été composée dès le VIIe siècle.

## La poésie anglaise primitive

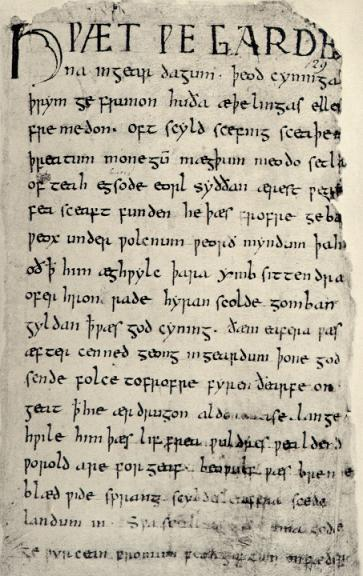
La première page de Beowulf

Le premier poème anglais connu est un hymne sur la création ; Bède le Vénérable l'attribue à Cædmon (fl. 658-680) qui était, selon la légende, un berger analphabète qui improvisait de la poésie dans un monastère de Whitby. Ceci est généralement considéré comme marquant le début de  poésie anglo-saxonne.
Une grande partie de la poésie de l'époque est difficile à dater, voire à organiser chronologiquement ; par exemple, les estimations de la date de la grande épopée Beowulf vont de 608 après J.-C. à 1000 après J.-C., et il n'y a jamais eu quoi que ce soit s'approchant d'un consensus. Il est cependant possible d'identifier certains moments clés. Le Rêve de la Croix fut écrit avant environ 700 après J.-C., lorsque des extraits furent gravés dans des runes sur la Croix de Ruthwell. Quelques poèmes sur des événements historiques, tels que la Bataille de Brunanburh (937) et la Bataille de Maldon (991), semblent avoir été composés peu de temps après les événements en question et peuvent être datés avec une précision raisonnable.
Dans l'ensemble, cependant, la poésie anglo-saxonne est classée par les manuscrits dans lesquels elle nous est parvenue, plutôt que par sa date de composition. Les manuscrits les plus importants sont les quatre grands codex poétiques de la fin du Xe et du début du XIe siècle, connus sous le nom de manuscrit Junius, livre de Verceil, livre d’Exeter et codex Nowell.
Si la poésie qui a survécu est limitée en volume, elle le compense par sa profondeur. Beowulf est la seule épopée héroïque à avoir préservée dans son intégralité, mais des fragments d'autres épopées telles que Waldere et le fragment de Finnsburh montrent qu'elle n'était pas unique en son temps. D'autres genres incluent beaucoup de vers religieux, allant des œuvres de dévotion à la paraphrase biblique ; des élégies telles que  The Wanderer, The Seafarer et The Ruin (souvent considérée comme une description des ruines de Bath) ; et de nombreux proverbes, devinettes et incantations.
À une exception notable près (The Rhyming Poem), la poésie anglo-saxonne repose sur la versification allitérative pour sa structure, et toute rime incluse est simplement  ornementale.

## La période anglo-normande et le Moyen Âge tardif
Avec la conquête normande de l'Angleterre, la langue anglo-saxonne déclina rapidement comme langue littéraire écrite. La nouvelle aristocratie parlait principalement le normand, qui devint la langue standard des tribunaux, du parlement et de l'élite. Au fur et à mesure de leur intégration, la langue et la littérature des envahisseurs se mêla à celles des indigènes : la  langue d'oïl des classes supérieures devint l'anglo-normand, et la langue anglo-saxonne subit une transition graduelle vers le moyen anglais.
Alors que l'anglo-normand ou le latin étaient préférés par l'aristocratie, la littérature anglaise ne s’éteignit pas et un certain nombre d'ouvrages importants illustrèrent le développement de la langue. Vers la fin du XIIIe siècle, Layamon écrivit son poème Brut, basé sur le Roman de Brut, épopée anglo-normande du XIIe siècle écrite par Wace ; la langue de Layamon est clairement l'anglais moyen, bien que sa prosodie montre la subsistance d'une forte influence anglo-saxonne. D'autres œuvres de transition ont été conservées comme divertissement populaire, y compris une variété de romans de chevalerie et de « Middle English Lyric », genre populaire caractérisé par sa brièveté et son lyrisme. Avec le temps, la langue anglaise retrouva son prestige et, en 1362, elle remplaça le français et le latin au Parlement et dans les tribunaux.
C'est au XIVe siècle que les œuvres majeures de la littérature anglaise recommencèrent à paraître ; celles-ci incluent les poèmes de Pearl Poet  Pearl,  Patience, Cleanness et Sire Gauvain et le Chevalier vert ; l'allégorie politique et religieuse de William Langland Pierre le laboureur ; Confessio Amantis de John Gower; et les œuvres de Geoffrey Chaucer, le poète anglais le plus réputé du Moyen Âge, considéré par ses contemporains comme le successeur de la grande tradition de Virgile et  Dante.
La réputation des successeurs de Chaucer au XVe siècle souffre de la comparaison, bien que John Lydgate et John Skelton soient largement étudiés. Cependant la poésie écossaise, autrefois influencée par Chaucer, se développa avec l'écriture de The Kingis Quair par Jacques Ier. Les principaux poètes de ce groupe écossais étaient Robert Henryson, William Dunbar et Gavin Douglas. Henryson et Douglas introduisirent une note de satire presque sauvage, qui devait peut-être quelque chose aux  bardes gaéliques, tandis qu'Eneados de Douglas, une traduction en moyen scots de l'Énéide de Virgile, était la première traduction complète d'un ouvrage majeur de l'Antiquité classique en vieil anglais.

## La Renaissance en Angleterre
La Renaissance mit du temps à arriver en Angleterre, la date de début généralement acceptée étant vers 1509. Il est également généralement admis que la Renaissance anglaise se prolongea jusqu'à la Restauration de 1660. Cependant, un certain nombre de facteurs avaient préparé le terrain pour l'Humanisme de la Renaissance bien avant cette date. Des poètes médiévaux avaient, comme déjà noté, montré de l'intérêt pour les idées d'Aristote et les écrits des précurseurs de la Renaissance européenne tels que Dante.
L'introduction de la presse typographique à caractères mobiles par William Caxton en 1474 fournit les moyens d'une diffusion plus rapide d'écrivains et de penseurs nouveaux ou récemment redécouverts. Caxton imprima également les œuvres de Chaucer et Gower, et ces livres aidèrent à établir l'idée d'une tradition poétique indigène qui était liée à ses homologues européens. De plus, les écrits d'humanistes anglais comme Thomas More et Thomas Elyot contribuèrent à faire connaître au public anglais les idées et les attitudes de la Renaissance.
Trois autres facteurs de développement de la Renaissance anglaise furent la  Réforme, la Contre-Réforme et la montée en puissance de la marine anglaise, qui permit les explorations et l'expansion outre-mer. La création de l'Église d'Angleterre en 1535 accéléra le processus de remise en question de la vision du monde catholique, qui avait auparavant dominé la vie intellectuelle et artistique. Dans le même temps, les voyages maritimes de longue distance contribuèrent à développer une nouvelle compréhension de la nature de l'univers, qui aboutit aux théories de Nicolaus Copernicus et Johannes Kepler.

### La poésie du début de la Renaissance
À quelques exceptions près, les premières années du XVIe siècle ne furent pas particulièrement remarquables. L'Enéide de Douglas fut achevé en 1513 et John Skelton écrivit des poèmes de transition entre les styles médiéval tardif et Renaissance. Le nouveau roi Henri VIII était lui-même une sorte de poète.
Thomas Wyatt (1503–42), l'un des premiers poètes anglais de la Renaissance, fut responsable de nombreuses innovations dans la poésie anglaise et, aux côtés de Henry Howard, comte de Surrey (1516 / 1517-1547), introduisit le sonnet d'Italie en Angleterre au début du XVIe siècle,,. L'objet déclaré de Wyatt était d'expérimenter la langue anglaise, de la civiliser, d'élever ses pouvoirs à ceux de ses voisines. Une grande partie de sa production littéraire se composa de traductions et d'imitations de sonnets du poète italien Pétrarque, mais il écrivit également ses propres sonnets. Wyatt reprit le sujet des sonnets de Pétrarque, mais ses schémas rythmiques s'en éloignent significativement. Les sonnets de Pétrarque reposent sur le modèle « abba abba » suivi, après un changement de sens (« volta »), par un « sestet » avec divers schémas de rimes; cependant ses poèmes ne se sont jamais terminés par un distique. Wyatt utilise l'octave pétrarchien, mais son schéma de sestet le plus courant est « cddc ee ». Ceci marque les débuts du sonnet anglais, avec trois quatrains et un couplet de clôture.

### Les Elisabéthains
Le terme littérature élisabéthaine fait référence à des œuvres produites sous le règne de la reine Elizabeth I (1558-1603). La poésie se caractérise par un certain nombre de développements qui se chevauchent fréquemment. L'introduction et l'adaptation de thèmes, de modèles et de formes de vers d'autres traditions européennes et de la littérature classique, la tradition de la chanson élisabéthaine, l'émergence d'une poésie courtoise souvent centrée sur la figure du monarque et la croissance d'un drame basé sur le vers sont parmi les plus importants de ces développements.

#### La chanson élisabéthaine
Un large éventail de poètes élisabéthains écrivit des chansons, tels que Nicholas Grimald, Thomas Nashe et Robert Southwell. Il existe également un grand nombre de chansons anonymes de l'époque. Le plus grand de tous les auteurs-compositeurs fut peut-être Thomas Campion. Campion est également remarquable en raison de ses expériences sur la  métrique, basées sur le comptage des syllabes plutôt que sur les accents toniques. Ces métriques quantitatives étaient basées sur des modèles classiques et devraient être considérés comme s'inscrivant dans le mouvement de redécouverte des méthodes artistiques grecques et romaines de la Renaissance.
Les chansons étaient généralement imprimées dans des miscellanées ou des anthologies telles comme Songs and Sonnets de Richard Tottel (1557), ou dans des recueils de chansons qui comprenaient de la musique imprimée pour en permettre l'exécution. Ces performances faisaient partie intégrante des divertissements publics et privés. À la fin du XVIe siècle, une nouvelle génération de compositeurs, dont John Dowland, William Byrd, Orlando Gibbons, Thomas Weelkes et Thomas Morley aidèrent à amener la chanson élisabéthaine à un niveau musical extrêmement élevé.
Les poèmes et pièces de théâtre élisabéthains étaient souvent écrits en mètres iambiques, basés sur un pied métrique de deux syllabes, l'une non accentuée et l'autre accentuée. Cependant, de nombreuses expérimentations métriques eurent lieu au cours de la période, et beaucoup de chansons, en particulier, s'écartèrent largement de la norme iambique.

#### La poésie courtoise

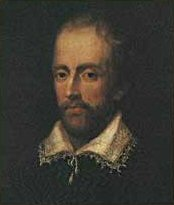
Edmund Spenser

Avec la consolidation du pouvoir d'Elizabeth, une véritable cour ouverte à la poésie et aux arts en général émergea. Cela favorisa l'émergence d'une poésie imprégnée d'une version idéalisée du monde courtois.
Les meilleurs exemples en sont La Reine des fées de Edmund Spenser, qui est effectivement une longue louange de la reine, et Arcadia de Philip Sidney. Cette tendance courtoise se retrouve également dans The Shepheardes Calender de Spenser. Ce poème marque l'introduction dans un contexte anglais de la classique poésie pastorale, un mode de poésie qui suppose un public aristocratique ainsi qu'une certaine attitude envers la terre et les paysans. Les explorations de l'amour trouvées dans les sonnets de William Shakespeare et la poésie de Walter Raleigh et d'autres impliquent également un public courtois.

#### Le classicisme
L'Enéide de Virgile, les expériences métriques de Thomas Campion, le Shepheardes Calender de Spenser et des pièces comme Antoine et Cléopâtre de Shakespeare  sont tous des exemples de l'influence du classicisme sur la poésie élisabéthaine. Il était courant pour les poètes de l'époque de s'inspirer de la mythologie classique ; Vénus et Adonis de Shakespeare et Héro et Léandre de Christopher Marlowe sont des exemples de ce genre de travail.
Les traductions de la poésie classique se répandirent également, avec en particulier les versions des Métamorphoses d'Ovide par Arthur Golding (1565-67) et George Sandys (1626), et les traductions par Chapman de l'Iliade (1611) et de l'Odyssée (vers 1615) de Homère.

### La poésie jacobéenne et caroline: 1603–1660
La poésie anglaise de la Renaissance postérieure à la poésie élisabéthaine peut être classée en trois genres:
- les poètes métaphysiques,
- les poètes cavaliers (en),
- l'école de Spenser.

Cependant, les frontières entre ces trois groupes ne pas toujours claires et un poète individuel pouvait s'inscrire dans plus d'un genre.
Shakespeare popularisa également le sonnet anglais, qui apporta des changements significatifs au modèle de Pétrarque. Une collection de 154  sonnets de Shakespeare, traitant de thèmes tels que le passage du temps, l'amour, la beauté et la mortalité, fut publiée pour la première fois dans un in-quarto de 1609.
John Milton (1608–74) est considéré comme l'un des plus grands poètes anglais et a écrit à une époque de troubles religieux et de bouleversements politiques. Il est généralement considéré comme le dernier poète majeur de la Renaissance anglaise, bien que ses poèmes épiques les plus célèbres aient été écrits pendant la période de restauration, comme Le Paradis perdu (1667). Parmi les poèmes importants de Milton pendant cette période, on peut citer L'Allegro (1631), Il Penseroso (1634), Comus (un masque) (1638) et Lycidas (1638).

#### Les poètes métaphysiques

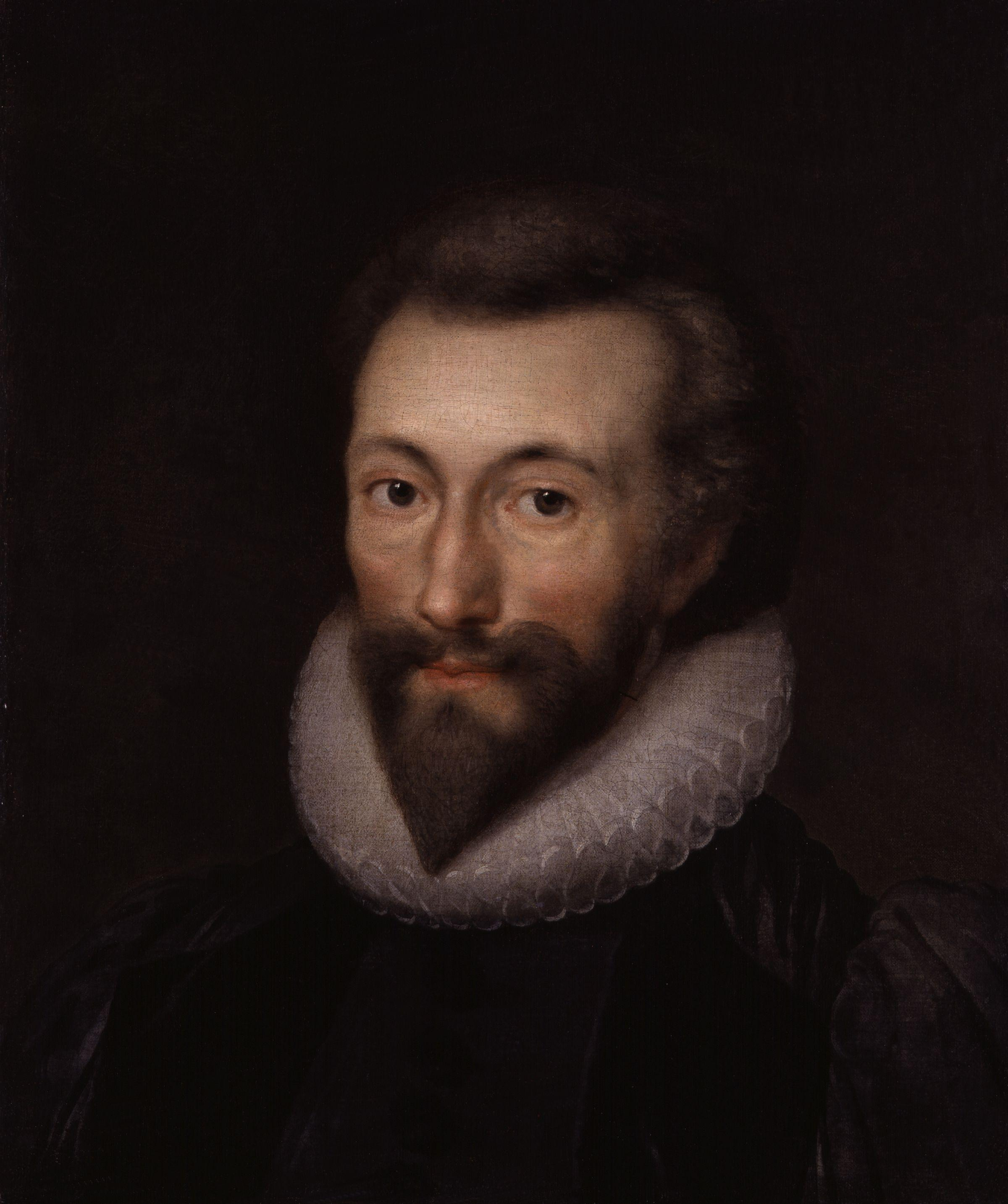
John Donne

Le début du XVIIe siècle vit l'émergence de ce groupe de poètes qui écrivaient dans un style spirituel et complexe. Le plus célèbre des métaphysiques est probablement John Donne. On y inclut également George Herbert, Thomas Traherne, Henry Vaughan, Andrew Marvell et Richard Crashaw. John Milton, dans son Comus, s'inscrit dans cette veine. Les poètes métaphysiques tombèrent en disgrâce au XVIIIe siècle, mais commencèrent à être relus à l'époque victorienne. Donne retrouva finalement sa réputation grâce à T.S. Eliot au début du XXe siècle.
Influencée par le baroque continental, et prenant comme sujet à la fois le mysticisme chrétien et l'érotisme, la poésie métaphysique de Donne utilise des figures non conventionnelles pour créer un effet de surprise. Par exemple, dans A Valediction: Forbidding Mourning (en), l'un des Songs and Sonnets de Donne, deux amants sont figurés par une boussole, la femme en constituant le centre, tandis que le point le plus éloigné représente son amant qui navigue loin d'elle. Mais plus la distance est grande, plus les aiguilles de la boussole se penchent l'une vers l'autre : la séparation rend l'amour plus tendre. Le paradoxe ou l'oxymore est une constante de cette poésie dont les peurs et les angoisses évoquent aussi un monde de certitudes spirituelles ébranlé par les découvertes modernes de la géographie et de la science, et qui n'est plus le centre de l'univers.

#### Les poètes cavaliers
Un autre groupe important de poètes à cette époque étaient les poètes cavaliers, qui écrivaient dans un style plus léger, plus élégant et artificiel que les poètes métaphysiques. Ils formaient un groupe important d'écrivains, issus des classes qui soutenaient le roi  Charles Ier pendant les Guerres des Trois Royaumes (1639–1651). Les principaux membres du groupe sont Ben Jonson, Richard Lovelace, Robert Herrick, Edmund Waller, Thomas Carew,  Sir John Suckling, et  John Denham. Les poètes cavaliers peuvent être considérés comme les précurseurs des grands poètes de l'ère augustéenne, qui les admiraient beaucoup. Ils « n'étaient pas un groupe formel, mais tous étaient influencés » par Ben Jonson. La plupart des poètes cavaliers étaient des courtisans, à quelques exceptions près. Par exemple, Robert Herrick n'était pas un courtisan, mais son style le marque comme un poète cavalier. Les œuvres des cavaliers utilisent l'allégorie et les allusions classiques, et sont influencées par les auteurs latins Horace, Cicéron et Ovide.

## La Restauration et le XVIIIe siècle
La cour de  Charles II avait, au cours de son exil en France, découvert un matérialisme et une sophistication qui la différenciaient des monarchies qui précédèrent la République. Même si Charles avait voulu réaffirmer le droit divin de la royauté, le protestantisme et le goût du pouvoir acquit dans cet intervalle l'auraient rendu impossible.
L'un des plus grands poètes anglais, John Milton (1608–1674), écrivit pendant cette période d'instabilité religieuse et politique. Il est généralement considéré comme le dernier poète majeur de la Renaissance anglaise, bien que ses principaux poèmes épiques aient été écrits pendant la Restauration. 
Le Paradis perdu (1667), une histoire d'orgueil déchu, fut le premier poème majeur à paraître en Angleterre après la Restauration. Ses œuvres majeures ultérieures comprennent Paradise Regained (en) (1671) et Samson Agonistes (en) (1671). Les œuvres de Milton reflètent de profondes convictions personnelles, une passion pour la liberté et l'autodétermination, et les turbulences politiques de son époque. Écrivant en anglais, en latin et en italien, il acquit une renommée internationale au cours de sa vie, et son célèbre Areopagitica (1644), écrit pour condamner la censure avant publication, compte parmi les défenses les plus passionnées de la liberté d'expression et de la liberté de la presse. La biographie de William Hayley en 1796 l'appelait « le plus grand auteur anglais », et il reste généralement considéré comme « l'un des écrivains les plus éminents de langue anglaise ».

### La satire
Le développement de la mode et du scepticisme encouragea l'art de la satire. Tous les grands poètes de l'époque, Samuel Butler, John Dryden, Alexander Pope et Samuel Johnson, ainsi que le poète irlandais Jonathan Swift, écrivirent des vers satiriques. Leurs satires avaient souvent pour but de défendre l'ordre public, l'Église, et le gouvernement établi. Cependant, des écrivains comme Pope utilisèrent leur don pour la satire pour apporter des réponses cinglantes  à leurs détracteurs, ou pour critiquer ce qu'ils considéraient comme des atrocités sociales perpétrées par le gouvernement. La Dunciade de Pope est un massacre satirique de deux de ses adversaires littéraires (Lewis Theobald, et Colley Cibber dans une version ultérieure), exprimant l'opinion que la société britannique s'effondrait moralement, culturellement et intellectuellement.

### Le classicisme du XVIIIe siècle
Le XVIIIe siècle est parfois appelé l'âge de la poésie augustéenne ; en effet l'admiration pour le monde classique s'étendit à la poésie de cette époque. Non seulement les poètes visaient à un style haut et raffiné par émulation de l'idéal romain, mais ils traduisaient et imitaient également des vers grecs et latins. Dryden traduisit toutes les œuvres connues de Virgile, et Pope produisit des versions des deux épopées homériques. Horace et Juvénal furent également largement traduits et imités. Les meilleurs exemples étant les imitations d'Horace par John Wilmot) et de Juvénal dans The Vanity of Human Wishes (en) de Samuel Johnson.

### Les femmes poètes au XVIIIe siècle

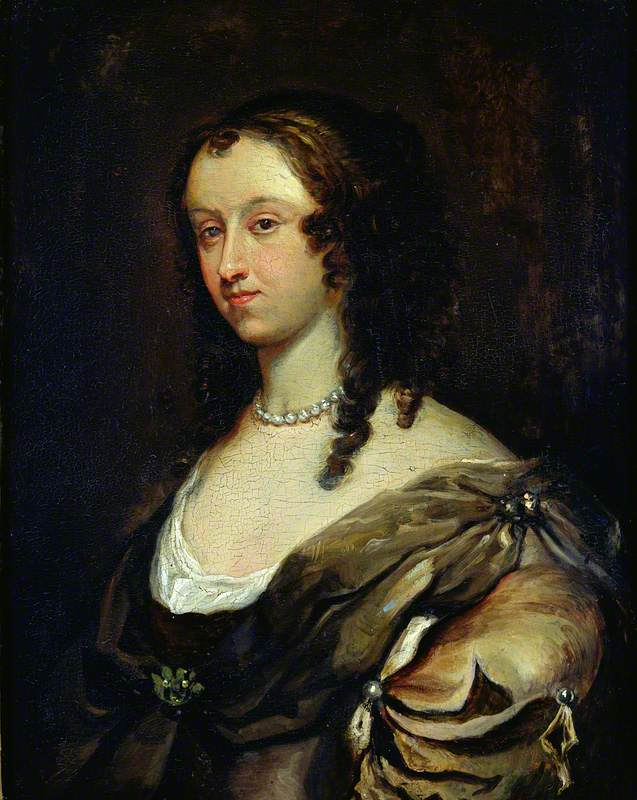
Aphra Behn

Un certain nombre de femmes poètes de renom émergèrent pendant la période de la Restauration, notamment Aphra Behn, Margaret Cavendish, Mary Chudleigh (en),  Anne Finch, Anne Killigrew et Katherine Philips. Néanmoins, subissant la désapprobation à l'égard de l'« avant-gardisme » féminin, les publications des femmes poètes étaient encore relativement rares par rapport à celles des hommes. Les femmes écrivains devinrent de plus en plus actives dans tous les genres tout au long du XVIIIe siècle et, dans les années 1790, la poésie féminine devint florissante. Les poètes notables de cette période incluent Anna Laetitia Barbauld, Joanna Baillie, Susanna Blamire (en), Felicia Hemans, Mary Leapor (en), Lady Mary Wortley Montagu, Hannah More et  Mary Robinson. D'importants travaux scientifiques et critiques ont permis de réhabiliter les femmes poètes du XVIIIe siècle, les rendant disponibles en édition imprimée ou en ligne, et les inscrivant ainsi dans une tradition littéraire.

### La fin du XVIIIe siècle
Vers la fin du XVIIIe siècle, la poésie commença à s'éloigner des stricts idéaux augustéens, et mit l'accent sur les sentiment du poète. Cette tendance est peut-être être plus clairement visible dans son regard sur la nature, délaissant les poèmes sur les jardins et les paysages classiques des poètes urbains, et s'inspirant de la nature telle qu'elle est vécue. Les principaux représentants de cette nouvelle tendance sont Thomas Gray, George Crabbe, Christopher Smart et Robert Burns ainsi que le poète irlandais Oliver Goldsmith. Ces poètes peuvent être vus comme des précurseurs du romantisme.

## Le mouvement romantique

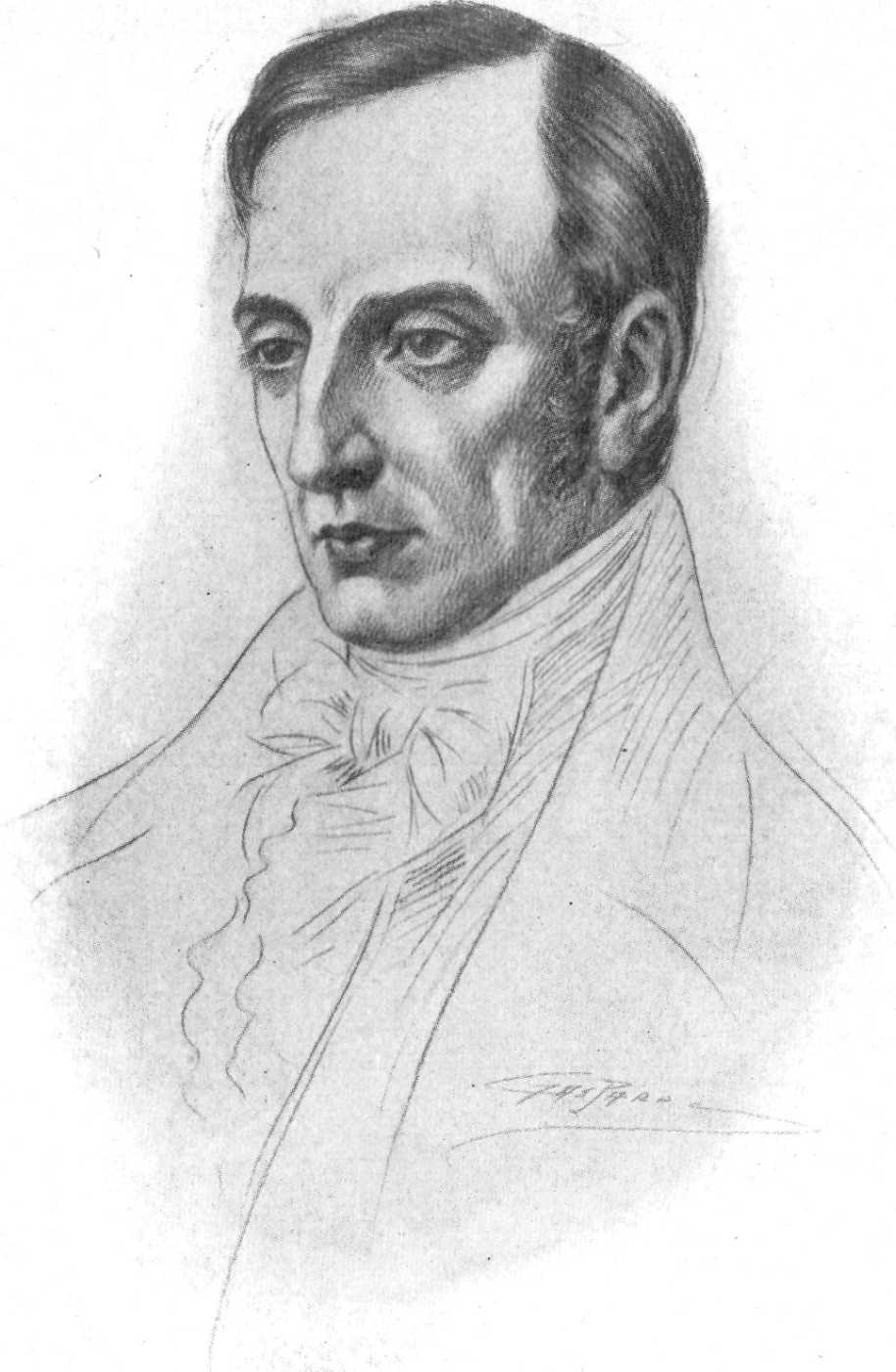
William Wordsworth

Le dernier quart du XVIIIe siècle fut une période de turbulences sociales et politiques, avec la révolution américaine, la Révolution française et la rébellion irlandaise de 1798. En Grande-Bretagne, le mouvement pour le progrès social et un plus grand partage du pouvoir se développait également. C'est dans ce contexte que naquit le mouvement  romantique de la poésie anglaise.
Les principaux poètes de ce mouvement furent William Blake, William Wordsworth, Samuel Taylor Coleridge, Percy Bysshe Shelley, Lord Byron et John Keats. On date souvent la naissance du romantisme anglais de la publication en 1798 des Lyrical Ballads de Wordsworth et Coleridge. Pourtant Blake publiait depuis le début des années 1780 ; il faudra le travail critique de Northrop Frye dans son livre Anatomie de la critique pour attirer l'attention sur son oeuvre. Shelley est surtout célèbre pour des vers d'anthologie classiques tels que Ozymandias et de longs poèmes visionnaires comme Prometheus Unbound. Le poème révolutionnaire de Shelley Le masque de l'anarchie (en) en appelle à la non-violence dans la protestation et l'action politique. C'est peut-être la première déclaration moderne du principe de  protestation non violente. La résistance passive du Mahatma Gandhi fut influencée et inspirée par les vers de Shelley, et il récitait fréquemment ce poème à de vastes audiences,.

En poésie, le mouvement romantique mit l'accent sur l'expression créative de l'individu et sur la nécessité de trouver et de formuler de nouvelles formes d'expression. Les romantiques, à l'exception partielle de Byron, rejetaient les idéaux poétiques du XVIIIe siècle, et tous s'inspiraient de  Milton, bien que chacun en ait tiré quelque chose de différent. Ils mettaient également beaucoup l'accent sur leur propre originalité. 

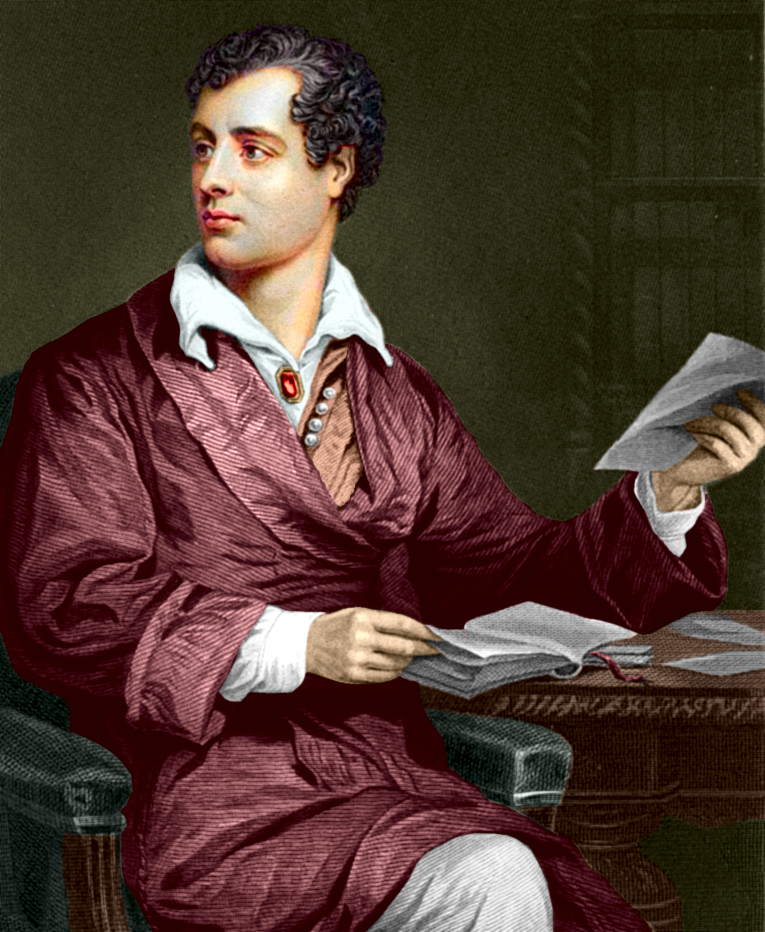
Lord Byron

 Pour les romantiques, le moment de la création était le plus important dans l'expression poétique et ne pouvait pas être répété une fois passé. Pour cette raison les poèmes incomplets furent considérés comme des œuvres à part entière (comme Kubla Khan et Christabel de Coleridge). Cet point est cependant contesté par Zachary Leader (en) dans son étude Revision and Romantic Authorship (1996).
Le mouvement romantique marqua de plus un changement dans l'utilisation de la langue. Tentant d'exprimer le « langage de l'homme ordinaire », Wordsworth et ses collègues romantiques se concentrèrent sur l'utilisation du langage poétique pour un public plus large, s'opposant aux poèmes néoclassiques mimétiques et très limités. Dans A Defence of Poetry (en), Shelley soutient que les poètes sont les « créateurs du langage » et que le travail du poète est de rafraîchir la langue de leur société.
Les romantiques n'étaient pas les seuls poètes remarquables de cette époque. Dans le travail de John Clare, les dernières notes augustéennes se mêlent aux connaissances de première main d'un paysan pour produire sans doute l'une des plus belles poésies de la nature en langue anglaise. Autre poète contemporain ne faisant pas partie du groupe romantique, Walter Savage Landor était un classiciste dont la poésie forme un lien entre les augustéens et Robert Browning, qui l'admirait beaucoup.

## La poésie victorienne
L'époque victorienne fut une période de grands changements politiques, sociaux et économiques. L'Empire britannique s'était remis de la perte des  colonies américaines et entra dans une période d'expansion rapide. Cette expansion, combinée à une industrialisation et une mécanisation croissantes, conduisit à une période prolongée de croissance économique. La Reform Act 1832 fut le début d'un processus qui aboutirait finalement au suffrage universel.

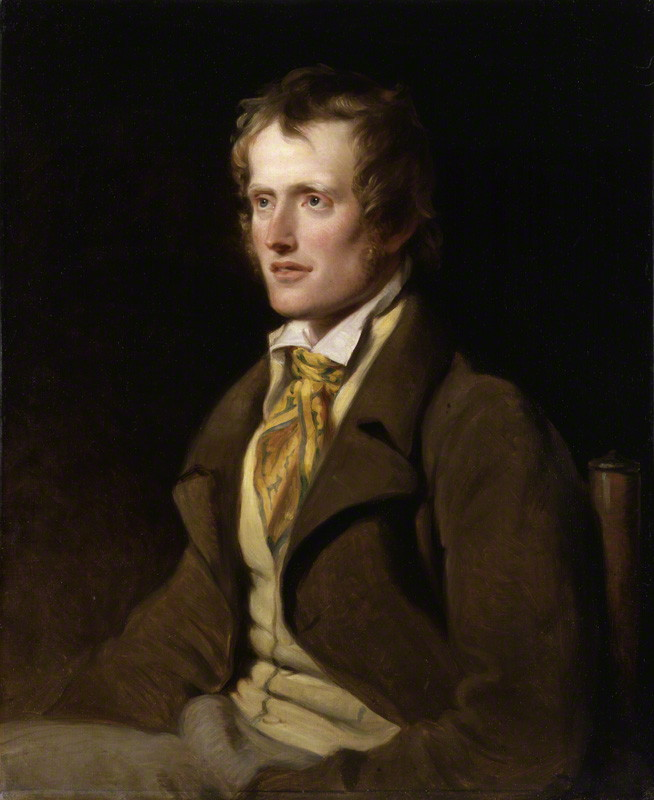
John Clare

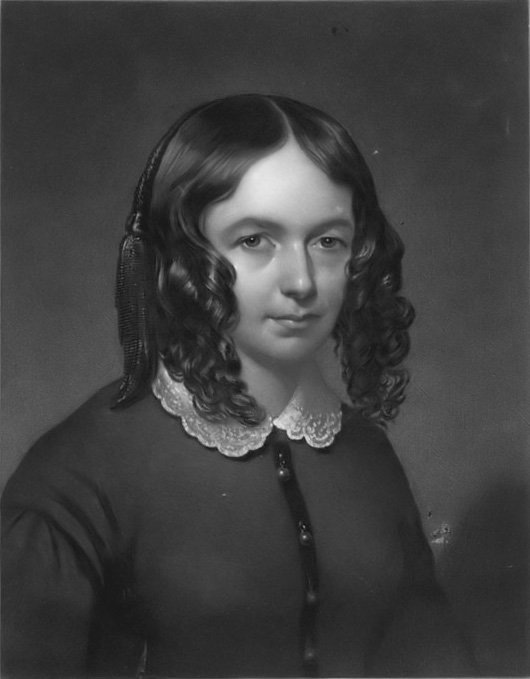
Elizabeth Barrett Browning

Les principaux poètes victoriens furent John Clare, Alfred Tennyson, Robert Browning, Elizabeth Barrett Browning, Matthew Arnold, Christina Rossetti, Dante Gabriel Rossetti, Robert Louis Stevenson, Oscar Wilde, William Butler Yeats, Rudyard Kipling, Alice Meynell, Thomas Hardy et Gerard Manley Hopkins, bien que Hopkins n'ait été publié qu'en 1918.
John Clare se fit connaître pour ses représentations élogieuses de la campagne anglaise et sa déploration de ses bouleversements. Son biographe Jonathan Bate déclare que Clare était « le plus grand poète de la classe ouvrière que l'Angleterre ait jamais produit. Personne n'a jamais évoqué avec autant de force la nature, l'enfance à la campagne, l'aliénation et la fragilité ».
Tennyson était, dans une certaine mesure, le Spenser de ce nouvel âge, et ses Idylles du roi peuvent être lues comme une version victorienne de La Reine des fées, c'est-à-dire comme un poème qui vise à fournir un fondement mythique à la notion d'empire.
Les Brownings passèrent une grande partie de leur temps hors d'Angleterre et s'inspirèrent des modèles et des thèmes européens dans une grande partie de leur poésie. La grande innovation de Robert Browning fut le monologue dramatique, qu'il utilisa pleinement dans son long roman en vers ''L'Anneau et le Livre''. Elizabeth Barrett Browning est peut-être plus connue pour ses Sonnets from the Portuguese, mais son long poème Aurora Leigh est l'un des classiques de la littérature féministe du XIXe siècle.
Matthew Arnold fut très influencé par Wordsworth, bien que son poème Dover Beach soit souvent considéré comme un précurseur de la révolution moderniste. Hopkins écrivit dans une relative obscurité et son travail ne fut publié qu'après sa mort. Son style inhabituel (impliquant ce qu'il appelait un « rythme éclaté » et une forte dépendance à la rime et à l'allitération) eut une influence considérable sur de nombreux poètes des années 1940.

### Les préraphaélites

Dante Gabriel Rossetti : autoportrait

Le préraphaélisme était un mouvement artistique du milieu du XIXe siècle consacré à la réforme du maniérisme, qu'ils considéraient comme de la peinture bâclée. Bien que s'intéressant principalement aux arts visuels, un membre de ce cercle restreint, Dante Gabriel Rossetti, fut un poète d'une certaine valeur, tandis que sa sœur Christina Rossetti apporta à la poésie victorienne une contribution d'un niveau égal à celui d'Elizabeth Barrett Browning. La poésie des Rossetti partage plusieurs des préoccupations du mouvement préraphaélite : un intérêt pour les modèles médiévaux, une attention presque obsessionnelle aux détails visuels et une tendance occasionnelle à la fantaisie.
Dante Rossetti travailla avec, et eut une certaine influence sur le principal peintre et poète du mouvement Arts & Crafts, William Morris. Morris partageait l'intérêt préraphaélite pour la poésie du Moyen Âge européen, au point de produire quelques volumes manuscrits enluminés de son œuvre.

### Les années 1890:fin-de-siècle
Vers la fin du siècle, les poètes anglais commencèrent à s'intéresser au  symbolisme français, et la poésie victorienne entra dans une phase décadente de fin de siècle. Deux groupes de poètes ont émergèrent, les poètes  Yellow Book qui adhéraient aux principes de l'esthétisme, dont Algernon Swinburne, Oscar Wilde et Arthur Symons, et le Rhymers' Club (en), groupe qui comprenait Ernest Dowson, Lionel Johnson et William Butler Yeats.

### La poésie comique
La poésie comique abondait à l'époque victorienne. Des magazines tels que  Punch et  Fun  regorgeaient d'inventions humoristiques et s'adressaient à un lectorat bien éduqué. Le recueil le plus célèbre de vers comiques victoriens est le Bab Ballads (en).

## Le XXe siècle

### Les trois premières décennies
L'ère victorienne se poursuivit dans les premières années du XXe siècle, et deux personnages émergèrent comme un pont vers la poésie de la nouvelle ère. Il s'agit de William Butler Yeats et Thomas Hardy. Yeats, bien que non moderniste, apprit beaucoup des nouveaux mouvements poétiques qui surgissaient autour de lui, et adapta son écriture aux nouvelles circonstances. Hardy fut, du moins sur le plan technique, une figure plus traditionnelle et devint une référence pour diverses tendances anti-modernistes, en particulier à partir des années 1950.
Alfred Edward Housman (1859–1936), poète né à l'époque victorienne et qui publia pour la première fois dans les années 1890, ne se fit vraiment connaître qu'au XXe siècle.
Housman est principalement connu pour son cycle de poèmes A Shropshire Lad (en) (1896). Ce recueil fut refusé par plusieurs éditeurs de sorte que Housman le publié à compte d'auteur, et l'ouvrage ne devint populaire que lorsque « l'avènement de la guerre, d'abord dans la guerre des Boers, puis pendant la Première Guerre mondiale, donna au livre un grand rayonnement en raison de son portrait nostalgique de braves soldats anglais ». L'évocation nostalgique d'une jeunesse condamnée, dans une langue simple et élégante et des figures de style originales, fut très appréciée à la fin de l'époque victorienne et édouardienne ; et sa mise en musique par plusieurs compositeurs du début du XXe siècle contribua à sa popularité. Housman publia un autre recueil très réussi, Last Poems en 1922, tandis qu'un troisième volume, More Poems, fut publié à titre posthume en 1936.

#### Les poètes géorgiens et la Première Guerre mondiale
.

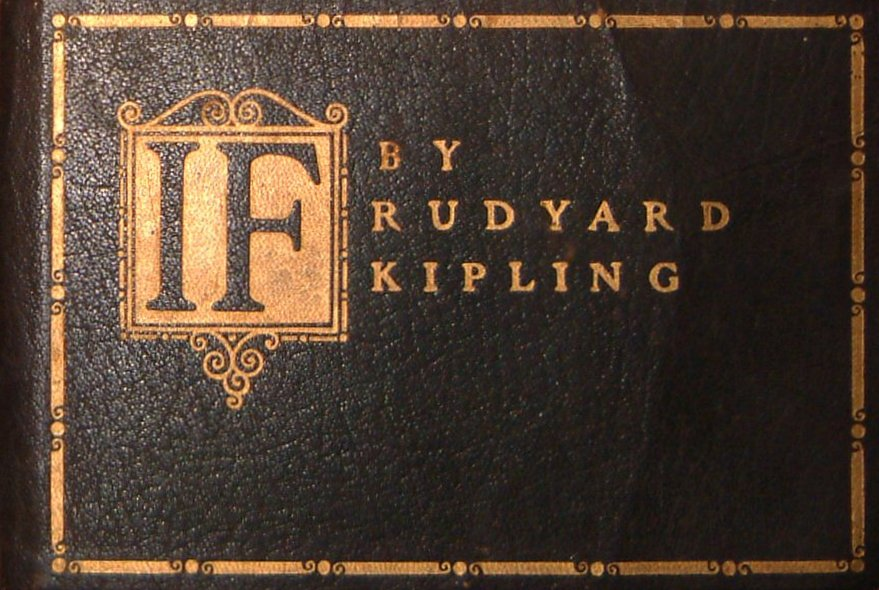
Rudyard Kipling's If— (1895), souvent désigné poème préféré de Grande-Bretagne,

Les poètes georgiens (en) furent le premier grand groupe de l'ère post-victorienne. Leur travail apparut dans une série de cinq anthologies appelées Georgian Poetry (en) qui furent publiées par Harold Monro et éditées par  Edward Marsh. Les poètes présentés comprenaient Edmund Blunden, Rupert Brooke, Robert Graves, D.H. Lawrence, Walter de la Mare et Siegfried Sassoon. Leur poésie représentait une forme de réaction à la décadence des années 1890 avec une tendance à la sentimentalité.
Brooke et Sassoon devaient continuer se faire une réputation de poètes de guerre, mais Lawrence se distança rapidement du groupe et fut associé au mouvement moderniste. Graves s'éloigna également du groupe et écrivit de la poésie conforme à sa croyance en une muse préhistorique, qu'il décrivit comme la Déesse blanche. D'autres poètes notables de la  guerre comprennent Isaac Rosenberg, Edward Thomas, Wilfred Owen, May Cannan et, de l'arrière, Thomas Hardy et Rudyard Kipling. Kipling est l'auteur du célèbre poème Si, qui est une évocation du stoïcisme victorien comme vertu britannique traditionnelle. Bien que beaucoup de ces poètes aient écrit des critiques citoyennes de la guerre, la plupart conservèrent une technique conservatrice et traditionaliste.

#### Le modernisme
Parmi les écrivains avant-gardistes les plus éminents figuraient les poètes américains Gertrude Stein, T.S. Eliot, H.D. et Ezra Pound, qui passèrent chacun une partie importante de leur vie d'écrivain en Angleterre, en France et en Italie.
L'engagement de Pound avec les imagistes marqua le début d'une révolution dans la manière d'écrire la poésie. Les poètes anglais impliqués dans ce groupe comprenaient D.H. Lawrence, Richard Aldington, T.E. Hulme, F.S. Flint, Ford Madox Ford, Allen Upward et John Cournos. Eliot, en particulier après la publication de La Terre vaine, devint une figure majeure et eut une certaine influence sur d'autres poètes anglais.
En plus de ces poètes, d'autres modernistes anglais commencèrent à émerger. Il s'agissait notamment du poète et peintre londonien  David Jones dont le premier livre, In Parenthesis (en), était l'un des très rares poèmes expérimentaux à sortir de la Première Guerre mondiale, ainsi que Hugh MacDiarmid, Mina Loy et Basil Bunting.

### Les années 1930
Les poètes qui commencèrent à émerger dans les années 1930 avaient deux choses en commun : ils étaient tous nés trop tard pour avoir eu une expérience réelle du monde d'avant la Première Guerre mondiale et ils avaient grandi dans une période de troubles sociaux, économiques et politiques. Peut-être en conséquence de ces faits, les thèmes de la communauté, de l'(in)justice sociale et de la guerre semblent dominer la poésie de cette décennie.
L'espace poétique fut dominé par quatre poètes : W.H. Auden, Stephen Spender, Cecil Day-Lewis et Louis MacNeice, bien que ce dernier appartienne au moins autant à l'histoire de la poésie irlandaise. Ces poètes étaient tous, du moins à leurs débuts, politiquement de gauche. Bien qu'admirant Eliot, ils représentaient également une rupture avec les innovations techniques de leurs prédécesseurs modernistes. Un certain nombre d'autres poètes travaillèrent dans cette même veine. L'un d'eux était Michael Roberts (en), dont l'anthologie New Country fit à la fois connaître ce groupe à un public plus large et lui donna son nom.
Les années 1930 virent également l'émergence d'une poésie anglaise surréaliste locale dont les principaux représentants étaient David Gascoyne, Hugh Sykes Davies, George Granville Barker et Philip O'Connor. Ces poètes s'inspirèrent des modèles français plutôt que des poètes du New Country ou du modernisme de langue anglaise, et leurs œuvres démontrèrent l'importance des poètes expérimentaux anglais ultérieurs, en élargissant la portée de la tradition avant-gardiste anglaise. 
John Betjeman et Stevie Smith, deux autres poètes importants de cette période, se tinrent à l'écart de toutes les écoles et de tous les groupes. Betjeman était un poète calmement ironique de la Middle England (en), maîtrisant un large éventail de techniques de versification. Smith fut une voix unique totalement inclassable.

### Les années 1940
Les années 1940 débutèrent avec un Royaume-Uni en guerre, ce qui entraîna l'émergence d'une nouvelle génération de poètes de guerre. Ceux-ci comprenaient Keith Douglas,  Alun Lewis, Henry Reed (en) et F.T. Prince. Comme pour les poètes de la Première Guerre mondiale, le travail de ces écrivains peut être considéré comme un intermède dans l'histoire de la poésie du XXe siècle. Techniquement, beaucoup de ces poètes de guerre étaient les héritiers des poètes des années 1930, mais leur travail fut marqué par les circonstances particulières dans lesquelles ils se trouvaient.
Le principal mouvement poétique des années 1940 fut le groupe des New Romantic qui comprenait Dylan Thomas,  George Barker, W. S. Graham, Kathleen Raine, Henry Treece et J. F. Hendry. Ces écrivains étaient en rébellion contre le classicisme des poètes du New Country. Ils prirent pour modèle Gerard Manley Hopkins, Arthur Rimbaud et Hart Crane et les jeux de langage de James Joyce. Thomas, en particulier, aida la poésie anglo-galloise (en) à se faire reconnaître.
Parmi les autres poètes importants qui émergèrent dans les années 1940, citons Lawrence Durrell, Bernard Spencer, Roy Fuller, Norman Nicholson, Vernon Watkins, R. S. Thomas et Norman MacCaig. Ces quatre derniers poètes incarnent une tendance au régionalisme, Watkins et Thomas au Pays de Galles, Nicholson à Cumberland et MacCaig en Ecosse.

### Les années 1950
Les années 1950 furent dominées par trois groupes de poètes : The Movement (en), Le Groupe (en), et les poètes qualifiés d'« extrémistes », terme utilisé pour la première fois par le poète Al Alvarez pour décrire le travail de la poètesse américaine Sylvia Plath.
Les poètes du Mouvement en tant que groupe furent remarqués par le public grâce à l'anthologie New Lines de Robert Conquest (1955). Le noyau du groupe était composé de Philip Larkin, Elizabeth Jennings, D.J. Enright, Kingsley Amis, Thom Gunn et Donald Davie. Ils se firent connaître par leur hostilité au  modernisme et à l'internationalisme, et considéraient Hardy comme un modèle. Cependant, Davie et Gunn s'éloignèrent plus tard de cette position.
Comme il sied à leur nom, le Groupe formait un groupe de poètes beaucoup plus formel, se réunissant pour des discussions hebdomadaires sous la présidence de Philip Hobsbaum et Edward Lucie-Smith. Parmi les autres poètes du Groupe figuraient Martin Bell (en), Peter Porter, Peter Redgrove (en), George MacBeth et David Wevill (en). Hobsbaum passa quelque temps à enseigner à Belfast, où il exerça une influence formatrice sur les poètes émergents d'Irlande du Nord, comme Seamus Heaney.
Parmi les autres poètes associés à l'art extrémiste figuraient le mari de Plath Ted Hughes, Francis Berry (en) et Jon Silkin (en). Ces poètes sont parfois comparés à l'école  expressionniste allemande.
Un certain nombre de jeunes poètes travaillant dans ce que l'on pourrait appeler une veine moderniste commencèrent également à publier au cours de cette décennie. Ceux-ci comprenaient Charles Tomlinson, Gael Turnbull (en), Roy Fisher (en) et Bob Cobbing (en). Ces poètes peuvent maintenant être considérés comme des précurseurs de certains des développements majeurs au cours des deux décennies suivantes.

### Les années 1960 et 1970
Au début des années 1960, le centre de gravité de la poésie traditionnelle se déplaça en Irlande du Nord, avec l'émergence de Seamus Heaney, Tom Paulin (en), Paul Muldoon et d'autres. En Angleterre, les groupes les plus cohérents peuvent, rétrospectivement, être rattachés à la tradition moderniste et s'inspiraient des modèles américains et autochtones.
Le British Poetry Revival (en) fut un vaste regroupement englobant la lecture performée, la poésie sonore et la poésie concrète ainsi que l'héritage, entre autres, de Pound, Jones, MacDiarmid, Loy et Bunting, des poètes objectivistes, de la Beat Generation et des poètes de la Black Mountain Review. Parmi les principaux poètes associés à ce mouvement figurent J.H. Prynne (en), Eric Mottram (en), Tom Raworth (en), Denise Riley et Lee Harwood (en).
Les poètes de Liverpool (en) Adrian Henri, Brian Patten (en) et Roger McGough (en) tentèrent de créer un équivalent anglais des Beats. Beaucoup de leurs poèmes furent écrits pour protester contre l'ordre social établi et, en particulier, contre la menace d'une guerre nucléaire. Leur anthologie The Mersey Sound (en) leur procura un considérable succès.
Bien que n'étant pas réellement un poète du Mersey Beat, Adrian Mitchell est souvent associé à ce groupe. Le poète contemporain Steve Turner (en) leur a également été comparé.

## La poésie anglaise contemporaine
Certains considèrent que Geoffrey Hill a été le meilleur poète anglais de ces dernières années. Les trois dernières décennies du XXe siècle ont vu un certain nombre de groupements poétiques de courte durée, dont les poètes martiens (en), ainsi qu'une tendance générale vers le Poéclectisme, à savoir une intensification dans les œuvres individuelles des poètes de « toutes sortes de styles, de sujets, de voix, de registres et de formes ». Il y a eu aussi un intérêt croissant pour l' écriture féminine et pour la poésie des minorités d'Angleterre, en particulier la communauté antillaise. La lecture performée, y compris le slam, continue d'être active. Certains des poètes qui ont émergé pendant cette période sont Carol Ann Duffy, Andrew Motion, Craig Raine (en), Wendy Cope (en), James Fenton, Blake Morrison (en), Liz Lochhead, George Szirtes (en), Linton Kwesi Johnson, Benjamin Zephaniah. Mark Ford (en) est un exemple de poète influencé par l'École de New York.
The New Poetry, anthologie des poètes britanniques et irlandais des années 1980 et 1990 publiée par Bloodaxe Books (en) en 1993, comprend 
Simon Armitage, Kathleen Jamie, Glyn Maxwell, 
Selima Hill (en), Maggie Hannan (en), Michael Hofmann (en) et Peter Reading (en). Le mouvement New Generation poets (en) a fleuri dans les années 1990 et au début des années 2000, produisant des poètes tels que Don Paterson (en), Julia Copus (en), John Stammers (en), Jacob Polley (en), David Morley (en) et Alice Oswald (en). Une nouvelle génération de poètes novateurs a également vu le jour dans le sillage du mouvemement Revival (en), notamment Caroline Bergvall, Tony Lopez (en), Allen Fisher (en) et Denise Riley. Les principaux éditeurs d'ouvrages de poésie indépendante et expérimentale comprennent Barque (en), Knives, Forks and Spoons (en), Penned in the Margins, Heaventree (fondé en 2002 mais ne publiant plus) et Perdika (en). Tout au long de cette période, et jusqu'à présent, des imprimeurs indépendants comme Enitharmon ont continué à promouvoir des œuvres originales de (entre autres) Dannie Abse, Martyn Crucefix (en) et Jane Duran (en).